# Фінал Кубка Стенлі 2003

Фінал Кубка Стенлі 2003 (англ. Stanley Cup Finals) — 111-й загалом фінал Кубка Стенлі та сезону 2002–2003 у НХЛ між командами «Нью-Джерсі Девілс» та «Майті Дакс оф Анагайм». Фінальна серія стартувала 27 травня в Іст-Ратерфорді, а фінішувала 9 червня перемогою «Нью-Джерсі Девілс».
У регулярному чемпіонаті «Нью-Джерсі Девілс» фінішував другими в Східній конференції набравши 108 очок, а «Майті Дакс оф Анагайм» посіли сьоме місце в Західній конференції з 95 очками.
У фінальній серії перемогу здобули «Нью-Джерсі Девілс» 4:3. Приз Кона Сміта (найкращого гравця фінальної серії) отримав воротар «Качок» Жан-Себастьян Жигер.

## Шлях до фіналу
| Західна конференція     |          |                   |                   |                                    |
| Стадія                  | Суперник | Суперник          | Загальний рахунок | Результати матчів                  |
| Чвертьфінал конференції | 2        | Детройт Ред Вінгз | 4 : 0             | 2:1 (3ОТ), 3:2, 2:1, 3:2 (ОТ)      |
| Півфінал конференції    | 1        | Даллас Старс      | 4 : 2             | 4:3 (5ОТ), 3:2, 1:2, 1:0, 1:4, 4:3 |
| Фінал конференції       | 6        | Міннесота Вайлд   | 4 : 0             | 1:0 (2ОТ), 2:0, 4:0, 2:1           |

| Східна конференція      |          |                    |                   |                                             |
| Стадія                  | Суперник | Суперник           | Загальний рахунок | Результати матчів                           |
| Чвертьфінал конференції | 7        | Бостон Брюїнс      | 4 : 1             | 2:1, 4:2, 3:0, 1:5, 3:0                     |
| Півфінал конференції    | 3        | Тампа-Бей Лайтнінг | 4 : 1             | 3:0, 3:2 (ОТ), 3:4, 3:1, 2:1 (2ОТ)          |
| Фінал конференції       | 1        | Оттава Сенаторс    | 4 : 3             | 2:3 (ОТ), 4:1, 1:0, 5:2, 1:3, 1:2 (ОТ), 3:2 |

## Арени
| Анагайм           | Хонда-центр Континентал-Ерлайнс-аренаclass=notpageimage\| Арени фіналу Кубка Стенлі 2003 | Іст-Ратерфорд             |
| Хонда-центр       | Хонда-центр Континентал-Ерлайнс-аренаclass=notpageimage\| Арени фіналу Кубка Стенлі 2003 | Континентал-Ерлайнс-арена |
| Місткість: 17 174 | Хонда-центр Континентал-Ерлайнс-аренаclass=notpageimage\| Арени фіналу Кубка Стенлі 2003 | Місткість: 19 090         |
|                   | Хонда-центр Континентал-Ерлайнс-аренаclass=notpageimage\| Арени фіналу Кубка Стенлі 2003 |                           |

## Серія
| 27 травня 2003 | Нью-Джерсі Девілс | 3 : 0 (0:0, 1:0, 2:0) | Майті Дакс оф Анагайм | Континентал-Ерлайнс-арена, Іст-Ратерфорд |

| Протокол                                                        | Протокол      | Протокол  | Протокол                          | Протокол |
| --------------------------------------------------------------- | ------------- | --------- | --------------------------------- | -------- |
|                                                                 | Мартен Бродер | Голкіпери | Жан-Себастьян Жигер (00:00-58:53) |          |
| Джефф Фрізен (21:45) Грант Маршалл (45:34) Джефф Фрізен (59:38) |               |           |                                   |          |
| 4 хв.                                                           | Вилучення     | 2 хв.     |                                   |          |
| 30                                                              | Кидки         | 16        |                                   |          |

| 29 травня 2003 | Нью-Джерсі Девілс | 3 : 0 (0:0, 2:0, 1:0) | Майті Дакс оф Анагайм | Континентал-Ерлайнс-арена |

| Протокол                                                      | Протокол      | Протокол  | Протокол            | Протокол |
| ------------------------------------------------------------- | ------------- | --------- | ------------------- | -------- |
|                                                               | Мартен Бродер | Голкіпери | Жан-Себастьян Жигер |          |
| Патрік Еліаш (24:42) Скотт Гомес (32:11) Джефф Фрізен (44:22) |               |           |                     |          |
| 6 хв.                                                         | Вилучення     | 8 хв.     |                     |          |
| 25                                                            | Кидки         | 16        |                     |          |

| 31 травня 2003 | Майті Дакс оф Анагайм | 3 : 2 (ОТ) (0:0, 2:1, 0:1, 1:0) | Нью-Джерсі Девілс | Хонда-центр, Анагайм |

| Протокол                                                          | Протокол            | Протокол                                 | Протокол      | Протокол |
| ----------------------------------------------------------------- | ------------------- | ---------------------------------------- | ------------- | -------- |
|                                                                   | Жан-Себастьян Жигер | Голкіпери                                | Мартен Бродер |          |
| Марч Шуїнард (23:39) Сандіс Озоліньш (34:47) Руслан Салей (66:59) |                     | Патрік Еліаш (34:02) Скотт Гомес (49:11) |               |          |
| 10 хв.                                                            | Вилучення           | 6 хв.                                    |               |          |
| 33                                                                | Кидки               | 31                                       |               |          |

| 2 червня 2003 | Нью-Джерсі Девілс | 0 : 1 (ОТ) (0:0, 0:0, 0:0, 0:1) | Майті Дакс оф Анагайм | Хонда-центр |

| Протокол | Протокол      | Протокол           | Протокол            | Протокол |
| -------- | ------------- | ------------------ | ------------------- | -------- |
|          | Мартен Бродер | Голкіпери          | Жан-Себастьян Жигер |          |
|          |               | Стів Томас (60:39) |                     |          |
| 2 хв.    | Вилучення     | 6 хв.              |                     |          |
| 26       | Кидки         | 26                 |                     |          |

| 5 червня 2003 | Нью-Джерсі Девілс | 6 : 3 (2:2, 2:1, 2:0) | Майті Дакс оф Анагайм | Континентал-Ерлайнс-арена |

| Протокол | Протокол      | Протокол                                                         | Протокол            | Протокол |
| --- | ------------- | ---------------------------------------------------------------- | ------------------- | -------- |
| | Мартен Бродер | Голкіпери                                                        | Жан-Себастьян Жигер |          |
| Паскаль Реом (03:35) Патрік Еліаш (07:45) Браєн Джіонта (23:12) Джей Пандолфо (29:02) Джеймі Лангенбраннер (45:39) Джеймі Лангенбраннер (52:52) |               | Петр Сикора (00:42) Стів Руччін (12:50) Самуель Польссон (26:35) |                     |          |
| 6 хв. | Вилучення     | 12 хв.                                                           |                     |          |
| 37 | Кидки         | 23                                                               |                     |          |

| 7 червня 2003 | Нью-Джерсі Девілс | 2 : 5 (0:3, 1:1, 1:1) | Майті Дакс оф Анагайм | Хонда-центр |

| Протокол                                    | Протокол                                           | Протокол                                                                                 | Протокол                          | Протокол |
| ------------------------------------------- | -------------------------------------------------- | ---------------------------------------------------------------------------------------- | --------------------------------- | -------- |
|                                             | Мартен Бродер (00:00-48:37) Корі Шваб (48:37-60:00 | Голкіпери                                                                                | Жан-Себастьян Жигер (00:00-59:58) |          |
| Джей Пандолфо (22:18) Грант Маршалл (50:46) |                                                    | Стів Руччін (04:26) Стів Руччін (13:42) Стів Томас (15:59) Пол Карія (37:15) Петр Сикора |                                   |          |
| 20 хв.                                      | Вилучення                                          | 10 хв.                                                                                   |                                   |          |
| 28                                          | Кидки                                              | 24                                                                                       |                                   |          |

| 9 червня 2003 | Нью-Джерсі Девілс | 3 : 0 (0:0, 2:0, 1:0) | Майті Дакс оф Анагайм | Континентал-Ерлайнс-арена |

| Протокол                                                     | Протокол      | Протокол  | Протокол            | Протокол |
| ------------------------------------------------------------ | ------------- | --------- | ------------------- | -------- |
|                                                              | Мартен Бродер | Голкіпери | Жан-Себастьян Жигер |          |
| Майкл Рапп (22:22) Джефф Фрізен (32:18) Джефф Фрізен (46:16) |               |           |                     |          |
| 2 хв.                                                        | Вилучення     | 4 хв.     |                     |          |
| 25                                                           | Кидки         | 24        |                     |          |

| Володар Кубка Стенлі 2003      |
| ------------------------------ |
| Нью-Джерсі Девілс третій титул |

## Володарі Кубка Стенлі
| Володарі Кубка Стенлі Нью-Джерсі Девілс | Воротарі: Мартен Бродер, Корі Шваб Захисники: Томмі Альбелін, Кен Данейко, Скотт Нідермаєр, Браєн Рафалскі, Ріхард Шмеглик, Скотт Стівенс (К), Олег Твердовський, Колін Вайт Нападники: Їржі Бічек, Сергій Брилін, Патрік Еліаш, Джефф Фрізен, Браєн Джіонта, Скотт Гомес, Джеймі Лангенбраннер, Джон Медден, Грант Маршалл, Джим Маккензі, Джо Ньювендайк, Джей Пандолфо , Паскаль Реом, Майкл Рапп, Тернер Стівенсон Головний тренер: Пет Бернс Генеральний менеджер: Лу Ламорьєлло |